# بورن (زاکسونی)-آنهالت
بورن (زاکسونی)-آنهالت (به آلمانی: Born) یک منطقهٔ مسکونی در آلمان است که در Westheide واقع شده‌است. بورن ۲۳۹ نفر جمعیت دارد.